# Перегоненко, Михаил Романович
Михаил Романович Перегоненко (1912—1969) — советский военнослужащий. В Рабоче-крестьянской Красной Армии служил с июня 1941 по сентябрь 1945 года с перерывом с сентября 1942 по апрель 1943 года. Участник Великой Отечественной войны. Полный кавалер ордена Славы. Воинское звание — сержант.

## Биография

### До войны
Михаил Романович Перегоненко родился 30 сентября 1912 года в станице Анастасиевской Таманского отдела Кубанской области Российской империи (ныне станица Славянского района Краснодарского края Российской Федерации) в крестьянской семье. Русский. Окончил шесть классов неполной средней школы в 1928 году. Работал в колхозе «Красный маяк». После женитьбы переехал в станицу Славянскую, где до войны трудился сапожником.

### На фронтах Великой Отечественной войны
В ряды Рабоче-крестьянской Красной Армии М. Р. Перегоненко был призван Славянским районным военкоматом Краснодарского края в июне 1941 года. С того же времени красноармеец Перегоненко в действующей армии. Воевал на Южном, Юго-Западном и Северо-Кавказском фронтах. К осени 1942 года в боях был дважды ранен. В сентябре 1942 года во время оборонительных сражений на Северном Кавказе попал в плен. Содержался в лагере для военнопленных на территории Краснодарского края. В конце марта 1943 года был освобождён частями 37-й армии. Быстро прошёл проверку в 213-м армейском запасном стрелковом полку и в середине апреля был направлен на артиллерийские курсы. Получив специальность наводчика орудия, 15 июля 1943 года в звании младшего сержанта был зачислен наводчиком батальонного миномёта в 3-ю миномётную роту 1040-го стрелкового полка 295-й стрелковой дивизии.
До середины августа дивизия занимала позиции вдоль побережья Азовского моря севернее Темрюка. К началу сентября она была переброшена на Южный фронт, где в составе 2-й гвардейской армии участвовала в наступательных операциях в Донбассе и нижнем Поднепровье. Младший сержант М. Р. Перегоненко отличился во время освобождения Запорожской области. 19 сентября 1943 года при штурме хутора Карелино близ села Очеретоватое Токмакского района он огнём своего миномёта уничтожил станковый пулемёт, разбил ДЗОТ и истребил 11 вражеских солдат, чем способствовал продвижению стрелкового батальона. В ходе Мелитопольской операции, находясь в боевых порядках пехоты, Михаил Романович умелой работой прокладывал своей пехоте путь к Днепру. Ликвидировав левобережный плацдарм противника, 295-я стрелковая дивизия закрепилась на позициях в районе города Цюрупинска, прямо напротив Херсона, которые удерживала до февраля 1944 года. В этот период младший сержант М. Р. Перегоненко был переведён на должность наводчика орудия батареи 76-миллиметровых пушек 1040-го стрелкового полка.

### Освобождение Северного Причерноморья и Молдавии
12 марта в рамках Березнеговато-Снинирёвской операции штурмовые батальоны 295-й стрелковой дивизии полковника А. П. Дорофеева под ураганным огнём форсировали Днепр севернее Херсона. Вслед за передовыми отрядами на правый берег реки переправился и расчёт орудия младшего сержанта М. Р. Перегоненко. Поддерживая наступление своего полка, Михаил Романович меткой стрельбой по огневым точкам врага способствовал взятию опорных пунктов противника Антоновки и Киндийки. Вместе с пехотой ранним утром 13 марта он ворвался в Херсон с севера и в течение шести часов в составе расчёта сражался за освобождение города.
Выбив противника из Херсона, войска 28-й армии продолжили наступление в направлении города Николаева. 17 марта 1040-й стрелковый полк подполковника В. А. Федотова вышел на ближние подступы к городу. Во время штурма опорного пункта немцев села Балабановка наводчик орудия младший сержант Перегоненко смело выдвинул свою 76-миллиметровую пушку на открытую позицию и прямой наводкой уничтожил пулемётную точку, мешавшую продвижению стрелковых подразделений. Дальнейшие бои за Николаев носили исключительно упорный характер. Пытаясь удержать город любой ценой, противник в период с 19 по 22 марта яростно контратаковал боевые порядки 295-й стрелковой дивизии, закрепившейся на рубеже Широкая Балка—Богоявленск—Балабановка. Измотав силы немцев и нанеся им большой урон в живой силе и технике, соединение полковника А. П. Дорофеева 26 марта продолжило наступление уже в рамках Одесской операции. 28 марта подразделения 1040-го стрелкового полка штурмовым ударом прорвали сильно укреплённую в инженерном отношении оборону противника и, ворвавшись на южную окраину Николаева, овладели двумя элеваторами, чем способствовали продвижению основных сил дивизии и освобождению города.
После успешных боёв в Николаеве, 295-я стрелковая дивизия уже в составе 5-й ударной армии продолжила наступление на Одессу и участвовала в освобождении города. Затем она была переброшена в Приднестровье и 23 августа 1944 года перешла в наступление в рамках Ясско-Кишинёвской операции. При прорыве обороны врага в районе села Спея, к югу от Григориополя, наводчик орудия сержант М. Р. Перегоненко точной наводкой уничтожил три крупнокалиберных пулемёта, чем в значительной мере способствовал продвижению пехоты. Опрокинув боевые порядки немцев, части дивизии только за первый день наступления продвинулись вперёд на 60 километров и освободили 23 населённых пункта, в том числе Бачой, Костешты, Буцень и Котовск. В ходе наступления дивизия выполнила задачу по окружению кишинёвской группировки противника. Пытаясь вырваться из котла, неприятель силами до полка пехоты и 7 эскадронов конницы 26 августа атаковал позиции 1040-го стрелкового полка у села Мерешены. Отражая яростный натиск врага, наводчик Перегоненко умелой работой дал возможность расчёту уничтожить две автомашины с пехотой и армейский тягач с пушкой. За отличие в ходе освобождения Молдавской ССР приказом от 5 сентября 1944 года сержант М. Р. Перегоненко был награждён орденом Славы 3-й степени.

### В боях за Одером
После завершения Ясско-Кишинёвской операции 5-я ударная армия была переброшена на 1-й Белорусский фронт и 14 января 1945 года перешла в наступление с Магнушевского плацдарма в рамках Варшавско-Познанской фронтовой операции Висло-Одерского стратегического плана. 295-я стрелковая дивизия в начале наступления находилась во втором эшелоне армии и была введена в прорыв 16 января с задачей преследовать отступающие немецкие части и не давать им возможности закрепиться на промежуточных рубежах. На пути к Одеру части дивизии освободили более 50 населённых пунктов. Всё это время сержант М. Р. Перегоненко, назначенный на должность командира орудия, огнём и колёсами способствовал продвижению стрелковых подразделений на запад, в составе своего подразделения освобождал населённые пункты Могельница, Бяла-Равска, Бабск, Ландсберг-на-Варте. В первых числах февраля 1040-й стрелковый полк под командованием подполковника И. С. Козлова штурмом взял сильно укреплённый пункт немецкой обороны Альт-Древиц к северо-западу от Кюстрина и, стремительным ударом форсировав Одер, захватил плацдарм на западном берегу реки и прочно закрепил его, отразив несколько яростных контратак противника.
В течение февраля 1945 года полк вёл напряжённые бои по расширению захваченного за Одером плацдарма. Обеспечивая продвижение пехоты и отбивая ожесточённые контратаки противника, 12 февраля расчёт сержанта М. Р. Перегоненко уничтожил 4 пулемётные точки, батарею 81-миллиметровых миномётов и 45-миллиметровое орудие, а также подбил танк Т-V «Пантера». В бою Михаил Романович был ранен осколком снаряда в левое плечо, но не покинул поля боя до выполнения боевой задачи. В течение дня Перегоненко со своими бойцами смелыми и решительными действиями способствовал отражению шесть вражеских контратак. Только с наступлением темноты, когда немецкие контратаки прекратились, Михаил Романович был эвакуирован в госпиталь. Приказом от 25 февраля 1945 года за образцовое выполнение боевых заданий командования и проявленные при этом мужество и доблесть он был награждён орденом Славы 2-й степени.

### Штурм Кюстрина
К началу марта 1945 года плацдармы на западном берегу Одера севернее и южнее Кюстрина были прочно закреплены, и перед войсками 1-го Белорусского фронта встала задача объединить их в единый плацдарм, а также взять последний опорный пункт немцев на правом берегу Одера — Кюстрин. Для этого части 295-й стрелковой дивизии были отведены за Одер и сосредоточились к северу от города-крепости. Противник, намеревавшийся удерживать город любой ценой, выстроил мощную систему обороны как по его внешнему обводу, так и внутри старой крепости. Практически каждое здание в городе было подготовлено к обороне: на чердачных помещениях были размещены пулемётные точки, а в подвальных помещениях оборудованы ДОТы. Штурм Кюстрина начался 7 марта 1945 года. Сержант М. Р. Перегоненко в это время находился на излечении в госпитале. Узнав, что его полк ведёт тяжёлые уличные бои, он настоял на досрочной выписке и 10 марта вернулся в свою часть. Приняв командование орудием одной из штурмовых групп, Михаил Романович в ночь с 10 на 11 марта показал себя «исключительно смелым и опытным артиллеристом». Под огнём врага выдвигая своё орудие на открытую позицию, он прямой наводкой уничтожил две пушки врага, разбил два пулемётных гнезда и истребил до 20 немецких солдат и офицеров, чем обеспечил взятие сильно укреплённого опорного пункта противника. К исходу 11 марта под контролем немцев оставались только Нейштадт-форт и казармы Штольпнагель, которые были взяты штурмом на следующий день. После взятия Кюстрина 295-я стрелковая дивизия вернулась на плацдарм за Одером, где продолжала отражать контрудары немецких войск, только за три дня боёв с 23 по 25 марта уничтожив до 2-х батальонов вражеской пехоты и 53 танка. 25 марта 1945 года командир 1040-го стрелкового полка подполковник И. С. Козлов за отличие при штурме города Кюстрина представил сержанта М. Р. Перегоненко к ордену Славы 1-й степени. Высокая награда была присвоена Михаилу Романовичу указом Президиума Верховного Совета СССР от 31 мая 1945 года.

### На завершающем этапе войны
15 апреля 1945 года ударом с плацдарма за Одером, получившего название «Кюстринский», 1040-й стрелковый полк подполковника И. С. Козлова начал штурм сильно укреплённой оборонительной линии противника на берлинском направлении. Находясь со своим расчётом в боевых порядках пехоты, сержант М. Р. Перегоненко огнём орудия способствовал захвату первой линии немецких траншей. Развивая успех полка, 16 апреля в бой вступили основные силы 295-й стрелковой дивизии. Прорвав оборону немцев на Зееловских высотах, дивизия в составе 32-го стрелкового корпуса генерала Д. С. Жеребина устремилась к Берлину. В трудных условиях сильно пересечённой лесистой местности Михаил Романович огнём и колёсами содействовал успешному продвижению стрелковых подразделений. Умелая работа артиллеристов неоднократно помогала пехотинцам преодолевать сопротивление противника на промежуточных рубежах обороны и глубоко вклиниваться в боевые порядки врага, уничтожать разрозненные группы немцев. 19-20 апреля Перегоненко со своими бойцами участвовал в штурме крупного опорного пункта неприятеля на подступах к Берлину — города Штраусберга, а 23 апреля в составе своего подразделения ворвался в юго-восточные кварталы германской столицы. В ходе уличных боёв в Берлине расчёт сержанта М. Р. Перегоненко прокладывал путь своей пехоте, наступавшей вдоль правого берега реки Шпрее в направлении Силезского вокзала. Боевой путь Михаил Романович завершил 2 мая 1945 года недалеко от Бранденбургских ворот.

### После войны
После окончания Великой Отечественной войны сержант М. Р. Перегоненко находился на военной службе до сентября 1945 года. После демобилизации Михаил Романович вернулся в станицу Анастасиевскую. Работал в колхозе бригадиром комплексной полеводческой бригады, был мастером высоких урожаев озимой пшеницы, кукурузы и риса. Погиб в автомобильной катастрофе 18 мая 1969 года.

## Награды
- Орден Славы 1-й степени (31.05.1945)[14];
- орден Славы 2-й степени (25.02.1945)[7];
- орден Славы 3-й степени (05.09.1944)[11];
- медали, в том числе:

медаль «За отвагу» (19.04.1944);
медаль «За боевые заслуги» (20.09.1943);
медаль «За оборону Кавказа»;
медаль «За победу над Германией в Великой Отечественной войне 1941-1945 гг.»;
юбилейная медаль «Двадцать лет Победы в Великой Отечественной войне 1941—1945 гг.»;
медаль «За взятие Берлина».

## Память

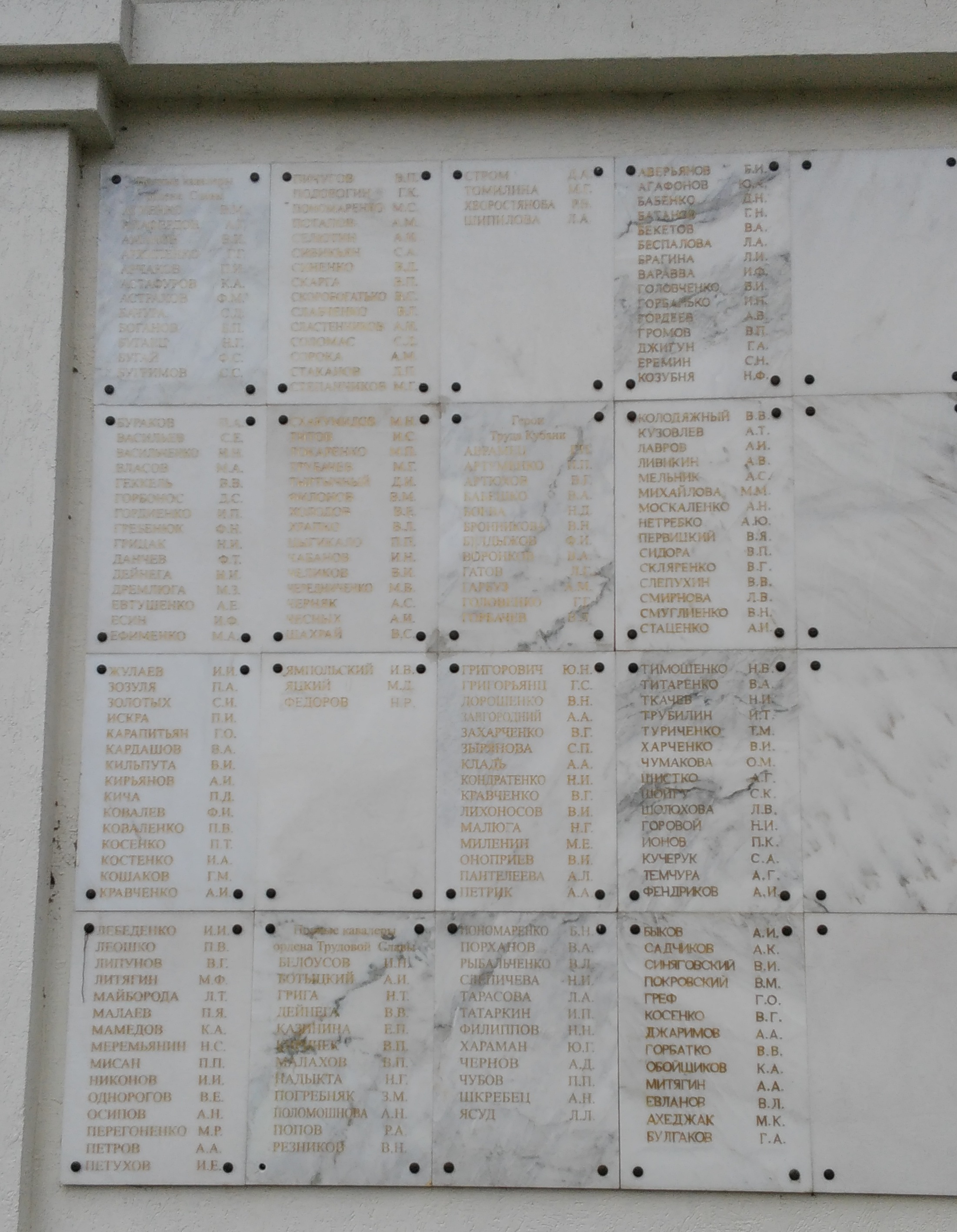
Мемориальная доска с именами полных кавалеров ордена Славы в Краснодаре

- В Краснодаре установлена мемориальная доска с именами полных кавалеров ордена Славы.
- Памятный знак в честь М. Р. Перегоненко установлен в Славянске-на-Кубани на аллее Героев в парке 40-летия Победы[16].

## Документы
- Общедоступный электронный банк документов «Подвиг Народа в Великой Отечественной войне 1941—1945 гг.» Дата обращения: 9 ноября 2014. Архивировано из оригинала 13 марта 2012 года.

Представление к ордену Славы 1-й степени.
Указ Президиума Верховного Совета СССР от 31 мая 1945 года.
Орден Славы 2-й степени.
Орден Славы 3-й степени.
Медаль «За отвагу».
Медаль «За боевые заслуги».
- Обобщенный банк данных «Мемориал». Дата обращения: 9 ноября 2014. Архивировано из оригинала 10 мая 2012 года.

Информация об освобождении из плена.